# Verlag Inspiration Unlimited
Der Verlag Inspiration Unlimited ist ein in Berlin ansässiger Verlag, der wissenschaftliche Bücher und anspruchsvolle Sachbücher veröffentlicht. Gegründet wurde er im Herbst 2007 als englische Limited mit De-jure-Hauptsitz in London und einer Zweigniederlassung zunächst in München, dann in Hamburg und schließlich ab 2011 in Berlin-Charlottenburg. Infolge des Brexit hat der Verlag Anfang 2022 den de-iure Sitz in London aufgegeben und hat nun die Rechtsform einer Unternehmergesellschaft (haftungsbeschränkt). Geschäftsführer ist seit der Gründung der Publizist Konrad Badenheuer, der 2011 Alleininhaber wurde. 
Der Buchverlag versteht sich als „wertkonservativ und originell“. Schwerpunkte im Programm sind linguistische und historisch-politische Bücher. Zu den Autoren und Herausgebern gehören unter anderem Menno Aden, Wolfram Euler, Hubertus Hoffmann, Rudolf Jansche, Konrad Löw, Imbi Paju, Wilfried Heller, Harald Seubert, und Alfred de Zayas. Bücher erschienen bisher in deutscher und englischer Sprache.
2009 war der Verlag auf der Frankfurter Buchmesse vertreten.